# Février 1864

## Événements
- De février à mars, France : organisation de l'opposition parlementaire (républicaine et anticléricale) sur le modèle britannique (leaders : Ferry, Gambetta, Carnot et Garnier-Pagès). Fondation du « tiers parti ».

- 1er février (guerre des Duchés) : les troupes coalisées envahissent le Schleswig.

- 12 février : Ahmadou Tall, fils de El Hadj Omar, devient roi de Ségou (fin en 1895). Il n’a pas les moyens de venir à bout des révoltes menées par les Peuls du Macina et par les Bambara. Il résiste à l’occupation coloniale avant d’être chassé par les Français qui rétablissent la dynastie des Diarra (1890).

- 17 février, France : manifeste des Soixante rédigé par Tolain. Réveil du mouvement ouvrier.

- 18 février : l'expédition de Mage-Quintin atteint Ségou.
  - Faidherbe, gouverneur du Sénégal, pour nouer des rapports commerciaux et rechercher la route la plus courte entre les bassins du Sénégal et du Niger, envoie le lieutenant Eugène Mage et le Dr Quintin à Ségou, qu’ils atteignent le 18 février et quittent le 6 mai 1866. Mage donne la première description détaillée de l'empire toucouleur de Ségou dans son Voyage au Soudan occidental, édité en 1868. Mais la mission ne donne pas de résultats concrets.

- 19 février : réforme agraire en Pologne. Les paysans reçoivent la terre sans rachat.

## Naissances
- 15 février: William Howard Hearst, premier ministre de l'Ontario.
- 16 février : Georges Tardif, peintre français († 26 décembre 1932).
- 19 février : Jean Verdier, cardinal français, archevêque de Paris († 9 avril 1940).
- 22 février : Jules Renard, écrivain français († 1910).
- 26 février :
  - Alfred Bachelet, compositeur et chef d'orchestre français († 10 février 1944).
  - Antonín Sova, poète tchèque.

## Décès
- 4 février : Louis-Félix Amiel, peintre français (° 3 mars 1802).
- 12 février : El Hadj Oumar Tall, conquérant et souverain Toucouleur.
- 26 février : Louis-Hippolyte La Fontaine, premier ministre du Canada-Est.